# Campanha da Mulher pela Democracia
A Ca.M.De., ou Camde significa Campanha da Mulher pela Democracia, foi um movimento preparado e financiado pelo IPES, Instituto de Pesquisas e Estudos Sociais.
A função do Camde era mobilizar a maior quantidade possível de mulheres que seguiam a ideologia de um grupo da Igreja Católica mais conservador, as chamadas "candocas".
A Camdes tornou possível a preparação das mulheres para as marchas e manifestações de rua contra o Governo João Goulart.
O Golpe de 1964 teve a sua preparação estratégica iniciada em 1961. O IPES orientou e repassou verbas conseguidas de empresas brasileiras e multinacionais, entre estas cerca de trezentas empresas norte-americanas para a criação e financiamento de diversos institutos e organizações para a manipulação da população, principalmente a de classe média baixa e a classe pobre.
O espírito necessário à mobilização deveria, portanto multiplicar-se pelo país sob diversos nomes e siglas. O motivo principal da diversificação era fazer a opinião pública acreditar que todos os movimentos eram oriundos das mais diversas correntes e camadas sociais e não de um grupo somente.
Em função da diversificação foram criados em Belo Horizonte a Liga da Mulher Pela Democracia, no Rio Grande do Sul, a Ação Democrática Gaúcha, no Ceará, o Movimento Cívico Cearense, em São Paulo a União Cívica Feminina, em Pernambuco, a Cruzada Feminina.
A ação coordenada pelo Ipes no Rio de Janeiro paralelamente e a exemplo de outras regiões do Brasil criou em Junho de 1962 a Campanha da Mulher pela Democracia (Camde).
Foi a Camde do Rio umas das promotoras da Marcha da família com Deus pela liberdade em São Paulo, na qual milhares de mulheres, com terços nas mãos, saíram em passeata "em defesa da democracia, da família e da moral cristã", conforme suas militantes afirmavam.
Existe um livro chamado "Propaganda e cinema a serviço do golpe", de autoria da pesquisadora Denise Assis que trata do assunto. A obra demonstra a importância da Camde nas relações com as mulheres de classe média atuando nas favelas juntamente às mulheres pobres.
Sob a influência da Camde, nas favelas foram desenvolvidos trabalhos sociais para possibilitar a conquista da classe menos favorecida da população na mobilização da maior quantidade possível de mulheres e crianças para movimento que possibilitaria o golpe militar. Uma vez atingido o objetivo do golpe militar, as "ações sociais das senhoras cristãs" foram dadas por encerradas.